# Badsey
Badsey är en ort och civil parish i Storbritannien.   Den ligger i grevskapet Worcestershire och riksdelen England, i den södra delen av landet, 140 km nordväst om huvudstaden London. Badsey ligger 37 meter över havet och antalet invånare är 2 479.
Terrängen runt Badsey är platt åt nordväst, men åt sydost är den kuperad. Runt Badsey är det ganska tätbefolkat, med 124 invånare per kvadratkilometer. Närmaste större samhälle är Evesham, 3,4 km väster om Badsey. Trakten runt Badsey består till största delen av jordbruksmark.